# Werner Müller (Ethnologe)
Werner Müller (* 22. Mai 1907 in Emmerich; † 7. März 1990 in Bad Urach) war ein deutscher Ethnologe.

## Leben und Wirken
Müller promovierte 1930 in Bonn bei Carl Clemen. Seit 1933 arbeitete er als Bibliothekar in Berlin-Spandau und publizierte kleinere Beiträge in den Veröffentlichungsreihen der SS Forschungsgemeinschaft Deutsches Ahnenerbe. 1936 war Müller Mitarbeiter in einem Forschungsauftrag zur Ura-Linda-Chronik. Müller trat zum 1. Mai 1933 der NSDAP bei (Mitgliedsnummer 2.549.044) und war seit 1940 Mitglied der SS (SS-Nummer 352.955) im Persönlichen Stab des Reichsführers der SS. Müller habilitierte 1942 in Völkerkunde an der Reichsuniversität Straßburg, zu dem Zeitpunkt war er in der Stiftung Ahnenerbe Leiter der Abteilung „Lehr- und Forschungsstätte für Ortung und Landschaftssinnbilder“. Auf Protektion des Ahnenerbe-Geschäftsführers Wolfram Sievers hin hielt er im Februar 1944 in Straßburg eine Probevorlesung und erhielt dort am 27. November 1944 ein Dozentur für Religionswissenschaften, die er wegen der Kriegsereignisse nicht mehr antreten konnte.
Wegen seiner früheren Aktivitäten als Nationalsozialist kam es nach 1945 zu keiner Anstellung als Hochschullehrer. In den ersten zehn Nachkriegsjahren lebte er als Privatgelehrter von Stipendien der Deutschen Forschungsgemeinschaft und vom Einkommen seiner Ehefrau. Erst 1955 wurde Müller wieder als Bibliothekar in West-Berlin eingestellt. 1962 wechselte er als Fachreferent für Geschichte und Geographie an die Universitätsbibliothek Tübingen, wo er bis zu seiner Pensionierung 1972 als Oberbibliotheksrat tätig war.
Seit dem 9. März 1936 war er mit der Kinderbuchautorin Anna Ernestine Tannewitz verheiratet.
Schwerpunkt seiner wissenschaftlichen Arbeit war die Erforschung der Mythologie der nordamerikanischen Indianer. Dabei verfolgte er mit großer Quellenfülle einen historischen Ansatz zu einer Zeit, in der die Ethnologie überwiegend strukturalistisch ausgerichtet war, was ihm zum Außenseiter seiner Disziplin machte.
In seinem letzten Buch Amerika – Die Neue oder die Alte Welt?, das als Synthese seiner Forschungen betrachtet wird, behauptete Müller eine enge Verwandtschaft der amerikanisch-indianischen mit den paläolithischen eurasiatischen Zivilisationen, was frühe Kontakte über den Atlantik voraussetzt. Damit geriet er in Widerspruch zur archäologischen Lehrmeinung.

### Rezeption des wissenschaftlichen Werkes
Mircea Eliade schrieb anlässlich des 75. Geburtstages Müllers: „Wenn man die Bibliographie von Dr. Müller aufmerksam prüft, wird man verstehen, warum er nicht unter die gelehrtesten und schöpferischsten Religionshistoriker unserer Zeit aufgenommen wurde. Um es vorneweg zu sagen, er weiß zu viel und das in zu vielen Forschungsgebieten. Dazu kommt, daß er sich hauptsächlich für wichtige und bedeutende Probleme interessiert, und letztendlich schreibt er klar und prägnant und verfügt über eine seltene Gabe zur Synthese.“
Anlässlich des 100. Geburtstages Müllers charakterisiert ihn Gerd Simon: „Er war radikaler Außenseiter und doch stets im Mainstream. Er war ein Drauflos-Forscher mit kaum zu überbietender Theoriefeindlichkeit und legte doch entschieden Wert darauf, als Wissenschaftler zu gelten. Er war ein überzeugter Brauner und war dennoch bei vielen Grünen eine Kultfigur. Man könnte mühelos noch ein Dutzend weitere Gegensatzpaare heranziehen, um Müller zu charakterisieren. Dabei wäre er sicher dagegen gewesen, dass man ihn zu den Postmodernen zählte. er wollte und passte eben in keine Schublade.“

## Schriften (Auswahl)
- Die ältesten amerikanischen Sintfluterzählungen, Bonn 1930, Promotionsschrift
- Kreis und Kreuz. Untersuchungen zur sakralen Siedlung bei Italikern und Germanen, Berlin: Widekind-Verlag, 1938
- Die Blaue Hütte. Zum Sinnbild der Perle bei nordamerikanischen Indianern, Wiesbaden: Steiner, 1954
- Weltbild und Kult der Kwakiutl-Indianer, Wiesbaden: Steiner, 1955 (Studien zur Kulturkunde 15)
- Die Religionen der Waldlandindianer Nordamerikas, Berlin. Reimer, 1956, Überarbeitete und erweiterte Fassung der vorher nicht publizierten Habilitationsschrift[3]
- Die Religionen der Indianervölker Nordamerikas, in: Die Religionen des alten Amerika, Religionen der Menschheit, Bd. 7, Stuttgart: Kohlhammer, 1961
- Die heilige Stadt. Roma quadrata, himmlisches Jerusalem und die Mythe vom Weltnabel, Stuttgart: Kohlhammer, 1961
- Glauben und Denken der Sioux. Zur Gestalt archaischer Weltbilder, Berlin: Reimer, 1970
- Terra Amata. Naturfrömmigkeit und Naturhaß im indianischen und europäischen Amerika. 2. Aufl.  Mit einer Personalbibliographie des Verfassers (= Scheidewege. Vierteljahresschrift für skeptisches Denken, Beiheft, Bd. 2). Stuttgart 1975.
- Indianische Welterfahrung, 5. Auflage, Stuttgart: Klett-Cotta, 1992, ISBN 3-608-93172-4 (1. Auflage 1981, ISBN 3-548-39016-1)
- Amerika – Die Neue oder die Alte Welt?, Berlin: Reimer, 1982; ISBN 3-496-00530-0
  - America, the new world or the old?, Frankfurt am Main; Bern; New York; Paris: Lang, 1989, ISBN 3-631-40486-7.